# Karl Prinz zu Löwenstein-Wertheim-Rosenberg
Maria Karl Emanuel Ludger Petrus Prinz zu Löwenstein-Wertheim-Rosenberg (* 18. Januar 1952 in Weeze) ist ein deutscher Manager. Er war von 2011 bis 2017 Vorstandsvorsitzender des Malteser Hilfsdienst e. V.

## Leben
Karl Prinz zu Löwenstein-Wertheim-Rosenberg ist das zweite von sieben Kindern des Johannes Prinz zu Löwenstein-Wertheim-Rosenberg und der Christine, geborene Freiin von Loë. Sein Studium an der Universität Karlsruhe (TH) schloss er 1979 als Diplom-Wirtschaftsingenieur ab. Danach war er bis 1984 im Management der Procter & Gamble GmbH und von 1985 bis 1999 der Mars GmbH tätig.
Er war von 2000 bis 2017 in Vorstand und Geschäftsführung des Malteser Hilfsdienst und der Malteser Deutschland engagiert, zuletzt leitete er in Personalunion die Vorstände und Geschäftsführungen des Malteser Hilfsdienstes sowie der Malteser Deutschland gGmbH.
Löwenstein gehört seit 1985 dem Souveränen Malteserorden an. Von 2016 bis 2022 vertrat er die Malteser im Zentralkomitee der deutschen Katholiken.
Er ist seit dem 30. Juli 1978 verheiratet mit Maria-Assunta, geborene Freiin von Weichs zur Wenne (* 1952). Er ist Vater von vier erwachsenen Kindern und lebt in Brüggen.